# Brando (nome)
Brando  è un nome proprio di persona italiano maschile.

## Varianti
- Maschili: Prando[1], Bando
  - Alterati: Brandano, Brandino[1][2], Brandolino[1], Brandisio[2], Brandizio[1][2]
- Femminili: Branda[1], Pranda[1]
  - Alterati: Brandina[1], Brandolina[1], Brandizia[1]

### Varianti in altre lingue
- Inglese: Brant

## Origine e diffusione

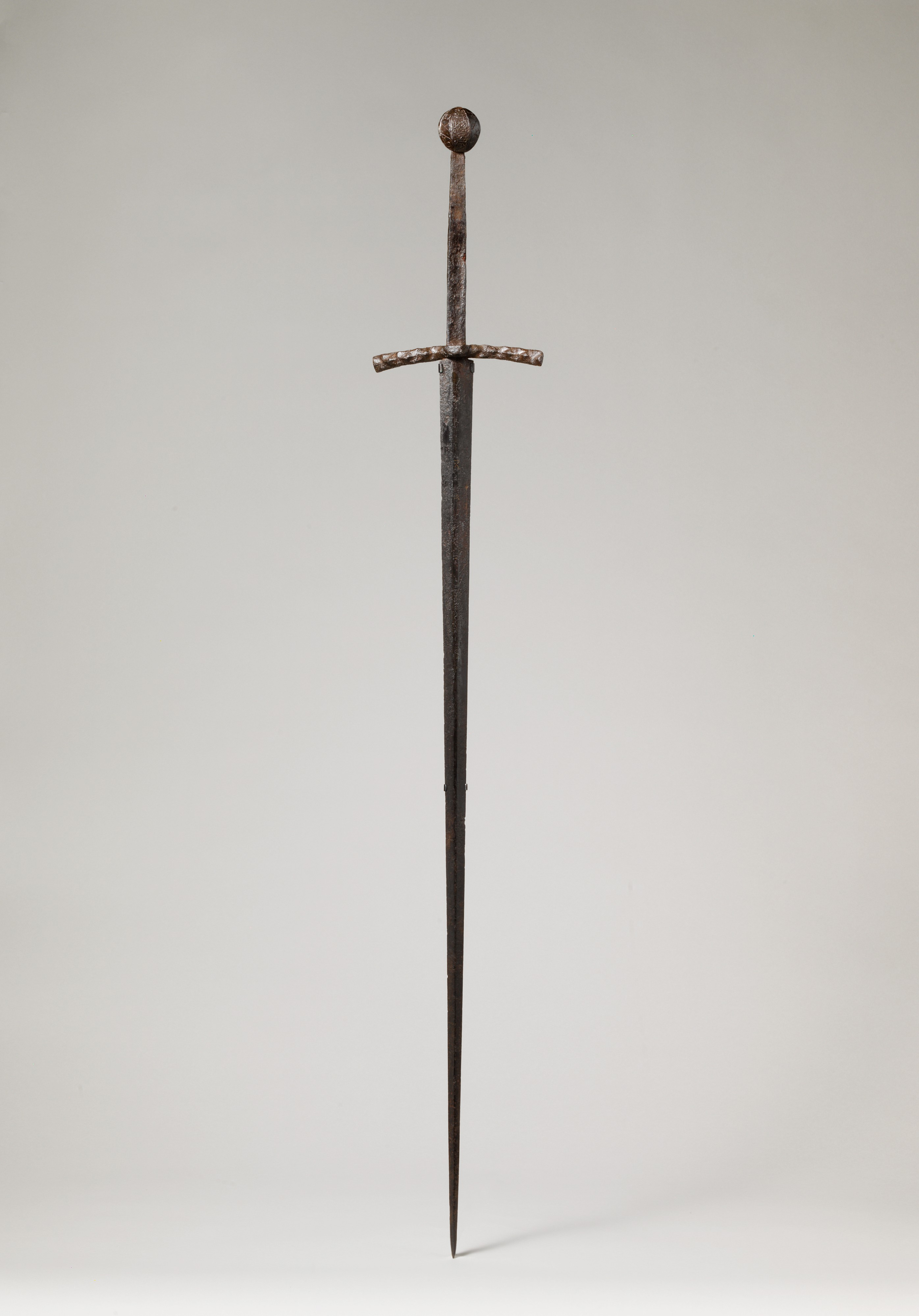
Il brando o prando è storicamente la spada a due mani e/o a lama a doppio taglio. In foto spada di questo tipo, probabilmente tedesca, risalente al 1400–1430.

Si tratta di una serie di nomi che nasce per aferesi da vari nomi germanici come Aldobrando, Ildebrando, Aliprando, Liutprando, e via dicendo, talvolta usati anche con valore autonomo; alla base vi è la radice germanica brant, che può essere interpretata sia come "fuoco", "brillante", sia, in senso lato, come "spada" (poiché la lama di una spada "risplende come fuoco"). Mentre "Brando" è la versione derivata dal franco, "Prando", parimenti presente nell'italiano, è la versione derivata dal longobardo.

## Onomastico
Essendo un nome adespota, ossia privo di santo patrono, l'onomastico può essere festeggiato il 1º novembre, in occasione di Ognissanti, o lo stesso giorno del nome di cui può costituire un ipocoristico (ad esempio il 22 agosto in memoria di sant'Aldobrando o Ildebrando, vescovo di Bagnoregio).

## Persone
- Brando (nome d'arte di Orazio Grillo), cantante italiano
- Brando Benifei, politico italiano
- Brando De Sica, attore e regista italiano
- Brando Giordani, giornalista, regista e autore televisivo italiano
- Brando Giorgi, pseudonimo di Lelio Sanità di Toppi, attore italiano
- Brando Pacitto, attore italiano

### Variante Brandano
- Brandano, alias Bartolomeo da Petroio, mistico italiano

### Variante Brandolino
- Brandolino Brandolini d'Adda, politico e militare italiano
- Brandolino III Brandolini, condottiero italiano
- Brandolino VI Brandolini, condottiero italiano
- Brandolino Conte Brandolini, detto "da Bagnacavallo", condottiero italiano